# Tugra

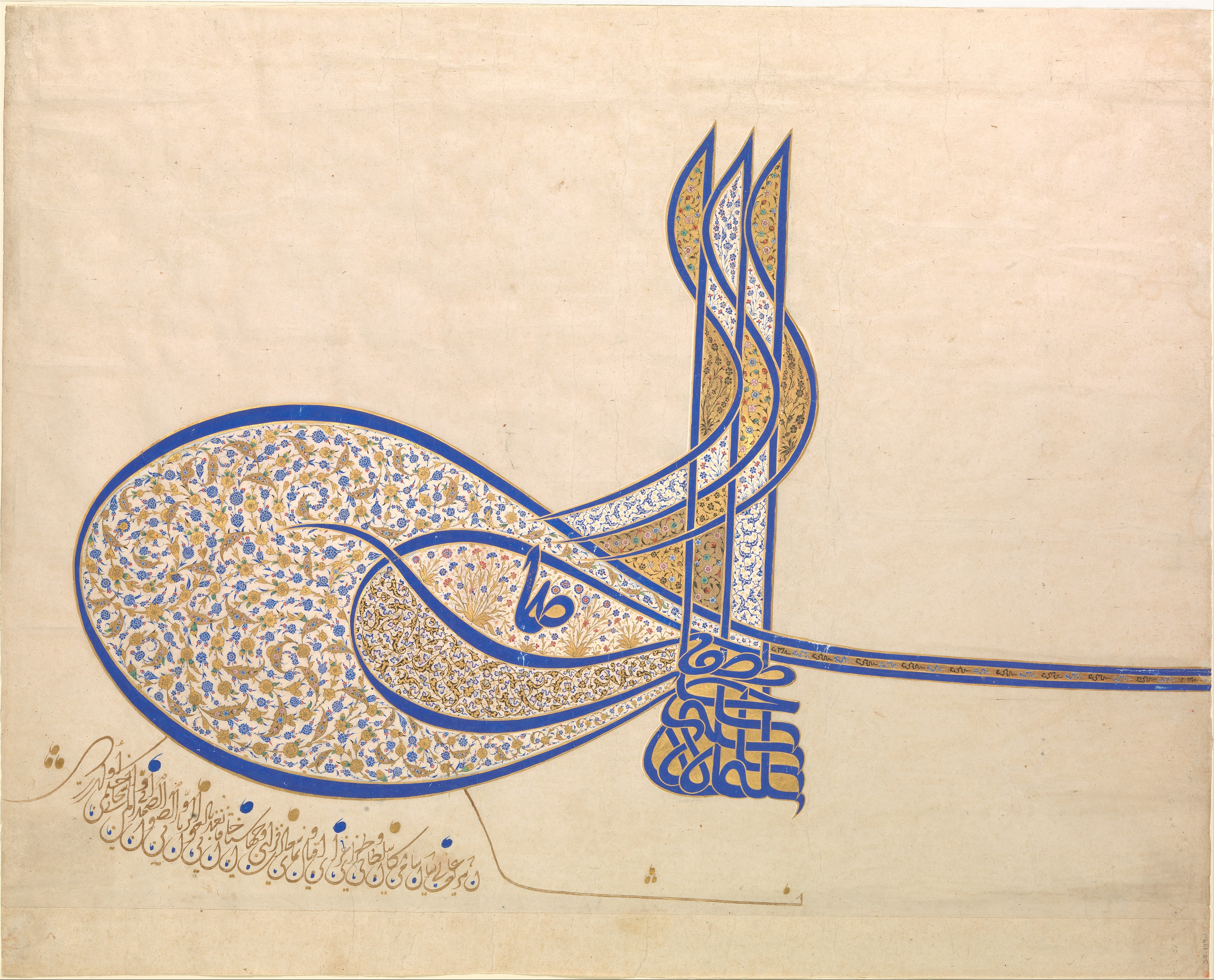
Tugra Sulejmana Nádherného

Тugra Mahmuta II. Jednotlivé prvky jsou znázorněny barevně v pořadí zápisu těchto slov: «Мehmed chán, syn Abdulhamida, mírotvorce navěky»

Tugra (v osmanské turečtině طغراء; Ṭuğrā) byla kaligrafický monogram, pečeť či podpis osmanského vládce (sultána, chalífy, chána), obsahující jeho jméno a titul.
Tugrou se označovaly všechny oficiální dokumenty a korespondence. Každý osmanský sultán měl svou vlastní tugru, která byla vytvořena na začátku jeho vlády. Na dokumenty ji psal dvorní kaligraf (nişancı). Také byla vyřezána do pečetidla, byly jí označovány i mince ražené za sultánovy vlády, často se objevuje i na vratech mešit.
První tugra patřila sultánu Orhanu I. (1284–1359), druhému vládci Osmanské říše, a byla dále rozvíjena, až dosáhla své klasické podoby za sultána Sulejmana I.(1494–1566).
Za padělání či zneužití tugry byl v Osmanské říši udělován nejvyšší – hrdelní trest.
Kromě Osmanské říše se tugra užívala u jiných turkických státech, např. v Kazaňském chanátu. Později ji používali i Tataři v carském Rusku.

## Vzhled

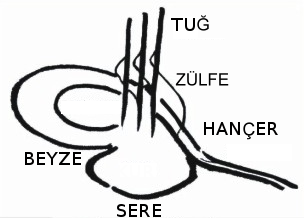
Složení tugry

Od doby vlády sultána Orhana I., přikládajícího k dokumentům otisk dlaně smočené v inkoustu, byl zaveden obyčej obklopit sultánův podpis vyobrazením jeho titulu a jména a titulu jeho otce; všechna slova jsou v osobitém kaligrafickém stylu uspořádána tak, že celý znak má vzdálenou podobu dlaně. Text může být v různých jazycích (arabsky, turecky, persky aj.).
Tugra má svou charakteristickou podobu – dva oblouky vlevo, tři kolmé čáry uprostřed, natěsnaný text vespod a dvě prodloužené části vpravo. Každý z těchto prvků má svůj specifický význam.
Sere – jméno sultána napsané vespod. V závislosti na období zde bylo uvedeno buď prosté jméno jako na první tugře v roce 1326 – Orhan, syn Osmana – nebo zde byly vypsány i čestné tituly atd.
Beyze (arabsky vejce) – dva oblouky vlevo. Podle některých výkladů mohou znamenat dvě moře, která sultán ovládal – větší oblouk Středozemní moře, menší oblouk Černé moře.
Tuğ – tři kolmé čáry uprostřed značí nezávislost. Linky tvaru S, křížící tug (tyč s půlměsícem, odznak vojenské hodnosti), se nazývají zülfe a spolu s vrcholy tugů značí větry vanoucí z východu na západ, tedy tradiční směr osmanské expanze.
Hançer – prodloužené linky vpravo od tugry symbolizují meč, symbol moci a síly.